# تپه ده‌کهنه
تپه ده کهنه مربوط به دوران پیش از تاریخ ایران باستان تا دوران‌های تاریخی پس از اسلام است و در شهرستان هرسین، بخش بیستون، روستای سنقر آباد واقع شده و این اثر در تاریخ ۳۰ تیر ۱۳۸۴ با شمارهٔ ثبت ۱۲۱۸۱ به‌عنوان یکی از آثار ملی ایران به ثبت رسیده است.